# Śląska Wikipedia
Śląska Wikipedia (śl. Ślōnskŏ Wikipedyjŏ) – śląska edycja językowa Wikipedii, która powstała 26 maja 2008 roku.

## Historia
Pierwsza próba założenia śląskiej Wikipedii miała miejsce w marcu 2006 roku, jednak ze względu na zgłaszane w dyskusji negatywne uwagi zadecydowano o odrzuceniu wniosku.
Drugi wniosek został złożony 19 marca 2008 w wyniku dyskusji nad usunięciem artykułów napisanych w języku śląskim, które znajdowały się w polskojęzycznej edycji Wikipedii. Biblioteka Kongresu USA 18 lipca 2007, pomimo plotek powtarzanych przez zwolenników nie wpisała języka śląskiego w rejestr języków świata. Mowa śląska została natomiast uwzględniona w normie ISO 639-3, gdzie Międzynarodowa Organizacja Normalizacyjna – ISO przydzieliła jej kod: „szl”. Po wstępnym zaakceptowaniu wniosku 31 marca 2008 został utworzony próbny projekt w Inkubatorze projektów Wikimedia, gdzie powstało około 394 artykułów napisanych po śląsku. Ostatecznie po ponad dwóch miesiącach prac nad utworzeniem śląskiej Wikipedii została ona założona 26 maja 2008. Po osiągnięciu progu 1000 artykułów, co miało miejsce 15 listopada 2008, zdecydowano o stopniowym odejściu od używania tzw. „alfabetu fonetycznego” i przejściu na alfabet Steuera. Do czasu wprowadzenia tej zmiany w dotychczas napisanych artykułach śląska Wikipedia będzie dwuortograficzna. W lutym 2010 wprowadzono Ślabikŏrzowy szrajbōnek.
W październiku 2010 Śląska Wikipedia została wzmiankowana w uzasadnieniu do projektu ustawy o języku regionalnym, który w polskim Sejmie złożył poseł Marek Plura, jako argument za nadaniem takiego statusu śląszczyźnie.